# 東京学芸大学附属高校集団暴行事件
東京学芸大学附属高校集団暴行事件（とうきょうがくげいだいがくふぞくこうこうしゅうだんぼうこうじけん）は、東京学芸大学附属高等学校で起きた事件。

## 概要
2016年11月29日に東京学芸大学は記者会見を開いて、東京学芸大学附属高等学校で複数の生徒が1人の生徒に対して集団暴行を行うといういじめあったということを明らかにした。このいじめは2015年5月から同年9月にかけて行われていた。いじめの内容は複数の生徒がはやし立てて喉の奥に手を入れて吐く真似をさせたり、セミの幼虫をなめさせたりしたこと。2015年6月には体育祭の練習が行われたのだが、その時に倒されて手首を骨折したり、投げ飛ばされて脳震盪を起こしたりしたということもあった。学校がいじめについて実施したアンケートでは、いじめの被害者の生徒はいじめがあったと回答しており、これについて担任が面談したものの、いじめは確認できなかったということになっていた。2015年9月になってから学校は保護者からのいじめについての相談を受けて、それから学校側はいじめがあったということを認識した。いじめ防止対策推進法では学校が生徒の心身に危険な及ぶ重大な事態を把握した場合にはすぐに文部科学省に報告する義務があるものの、2016年3月に報告していた。東京学芸大学の学長は、このいじめは重大事態であったために直ちに教育委員会に報告するべき事案であったにもかかわらず、関係者の認識が不測していたために報告が遅れたとした。保護者からいじめの相談があったときには、いじめがあったということは認識したものの、このいじめは重大事態ではないと認識していた。
第三者の調査委員会による調べでは、学校が国への報告が遅れた原因は、保護者からのいじめの訴えを受けた学校はいじめに関わったとされる生徒からの数時間の聞き取りを基に指導内容を決定し問題を解決しようとしていたからのこと。このことを調査委員会は、あまりにも性急で課題が残ると指摘した。
2016年11月30日に放送されたビビットでは、出演者であったオリエンタルラジオの中田敦彦は自らの母校である東京学芸大学附属高校のいじめに言及する。これによると中田の通っていた実感からは治安の良い学校であったために放任主義であったためにいじめなどのトラブルが発生した場合には放任が放置に変わってしまい対応しきれていなかったと述べた。いじめの報告が遅れたということは許せないことであり、信頼を失えばこの学校の持ち味は全て失われるために、もっと厳しく処罰するべきであると述べた。
2016年12月にこのいじめが発覚したことを受けて、全国の国立大学や附属学校の代表が集まりいじめの撲滅を目指す協議会が開かれることとなった。国立大学附属学校は全国に250校以上あり、これだけの学校の代表が集まっていじめについての協議会を開くというのは初めての出来事であった。この協議会の主催者は、それぞれの学校がいじめ防止対策推進法に基づいた取り組みを再確認して、信頼回復へのきっかけにするということを目指していた。
このいじめ事件が発覚してからの東京学芸大学附属高校の入試では毎年合格してからの辞退者が続出するようになった。このいじめ事件が発覚した翌2017年の東京学芸大学附属高校の入試では合格者の入学辞退が続出して、初めて定員割れとなる事態になった。このため2018年の入試では合格者を前年より倍増させて繰り上げ合格も導入した。さらに2019年の入試では、他校の合格で辞退しないよう募集要項に異例の文言を出した。そして入学手続きの締め切りを都立高校などの発表前に前倒しし、合格者を例年並みに戻した。それでも辞退に歯止めがかからず、多くの繰り上げ合格者が出た。2019年には募集要項では他校に合格しても辞退しないように文言を出すという異例のことをして、入学手続きの締め切りの日を都立高校などの合格発表よりも前の日に設定して合格者数を例年並みに戻したものの、辞退には歯止めがかからずに多くの繰上げ合格を出すこととなった。2020年の入試では募集要項で辞退しないように求めることに加えて、入学手続きの書類には入学確約所も入れられていたが、それでも辞退者が相次いだ。2021年の入試からは出身中学校に対して辞退しないように求める手紙が送られていた。公立中学校の中には圧力に屈して、東京学芸大学附属高校の言うとおりにするように指導した。このことについて東京学芸大学附属高校の校長は、いじめが発覚してから統計的に辞退者が増えているのは確かであるとして、入学手続きの段階でクラス編成を考えて準備するために辞退者が出れば困るし、繰上げ合格を出せば他の高校への影響も出るために入学意思を明確にしていただこうと確約書を書いていただくことにしたとのこと。中学校に手紙を出したことについては、辞退をしないでくださいではなく入学手続き後に辞退をしないようにお願いするという内容であり、受験生に圧力をかけるものでは無いし、辞退者の出身中学校からの受験生に不利な対応をするということは絶対に無いと述べた。法律専門家によるとこれには法的な強制力は無いし、あくまでお願いであるために自由に辞退できるとのこと。このことに対して文部科学省の教員養成企画室は、東京学芸大学附属高校としての判断であり問題は無いと考えて、他校に合格しても辞退しないようにすることにも強制力は無いとした。